# Hilara dzhantuganensis
Hilara dzhantuganensis är en tvåvingeart som beskrevs av Straka och Obuch 1985. Hilara dzhantuganensis ingår i släktet Hilara och familjen dansflugor. Inga underarter finns listade i Catalogue of Life.